# Badhaai Ho Badhaai
Badhaai Ho Badhaai est un film indien réalisé par Satish Kaushik, sorti en 2002.
Première production d'Anil Kapoor, le film est un remake du film tamoul Poove Unakkaga, dont le scénario est inspiré par Docteur Jerry et Mister Love.

## Fiche technique
- Photographie : Rajiv Jain.
- Musique : Anu Malik

## Distribution
- Anil Kapoor : Raja
- Shilpa Shetty : Banto Betty / Tina
- Keerthi Reddy : Florence D'souza
- Amrish Puri : M. Chaddha
- Farida Jalal : Mme Chaddha
- Kader Khan : Ghuman Singh Rathod